# Marta Onofre
Marta Onofre (* 28. Januar 1991) ist eine portugiesische Stabhochspringerin.

## Sportliche Laufbahn
Erste Erfahrungen bei internationalen Wettkämpfen sammelte Marta Onofre beim Europäischen Olympischen Jugendfestival 2007 in Belgrad, bei dem sie den 15. Rang belegte. 2011 schied sie bei den U23-Europameisterschaften im tschechischen Ostrava in der Qualifikation aus, wie auch bei den U23-Europameisterschaften zwei Jahre später im finnischen Tampere. 2014 qualifizierte sie sich für die Europameisterschaften in Zürich und schied auch dort mit 4,15 m in der Qualifikation aus. 2015 belegte sie bei den Studentenweltspielen im koreanischen Gwangju den achten Platz. 2016 nahm sie an den Hallenweltmeisterschaften in Portland teil, schied dort aber im Hauptbewerb ohne eine gültige Höhe aus. Sie nahm erneut an den Europameisterschaften in Amsterdam teil, qualifizierte sich aber erneut nicht für das Finale, wie auch bei den Olympischen Spielen in Rio de Janeiro, bei denen mit 4,30 m in der Qualifikation ausschied. 2017 gewann sie bei der Sommer-Universiade in Taipeh mit 4,40 m die Bronzemedaille.
Sie ist dreimalige portugiesische Meisterin und Hallenmeisterin.